# Congrès universel d'espéranto de 1924
Pour un article plus général, voir Congrès universel d'espéranto.
Le congrès universel d’espéranto de 1924 est le 16e congrès universel d’espéranto, organisé en août 1924, à Vienne en Autriche. 